# Llista d'asteroides/188201-188300
| Nom      | Designació provisional | Data de descobriment   | Lloc de descobriment | Descobridor/s |
| -------- | ---------------------- | ---------------------- | -------------------- | ------------- |
| 188201 - | 2002 RG144             | 11 de setembre de 2002 | Palomar              | NEAT          |
| 188202 - | 2002 RO168             | 13 de setembre de 2002 | Palomar              | NEAT          |
| 188203 - | 2002 RD213             | 12 de setembre de 2002 | Haleakala            | NEAT          |
| 188204 - | 2002 RO228             | 14 de setembre de 2002 | Haleakala            | NEAT          |
| 188205 - | 2002 RE238             | 15 de setembre de 2002 | Palomar              | R. Matson     |
| 188206 - | 2002 RR242             | 14 de setembre de 2002 | Palomar              | NEAT          |
| 188207 - | 2002 SP10              | 27 de setembre de 2002 | Palomar              | NEAT          |
| 188208 - | 2002 SM24              | 28 de setembre de 2002 | Palomar              | NEAT          |
| 188209 - | 2002 SO28              | 30 de setembre de 2002 | Kleť                 | Kleť          |
| 188210 - | 2002 SP52              | 17 de setembre de 2002 | Palomar              | NEAT          |
| 188211 - | 2002 SM57              | 30 de setembre de 2002 | Haleakala            | NEAT          |
| 188212 - | 2002 TL10              | 2 d'octubre de 2002    | Socorro              | LINEAR        |
| 188213 - | 2002 TD18              | 2 d'octubre de 2002    | Socorro              | LINEAR        |
| 188214 - | 2002 TO20              | 2 d'octubre de 2002    | Socorro              | LINEAR        |
| 188215 - | 2002 TY22              | 2 d'octubre de 2002    | Socorro              | LINEAR        |
| 188216 - | 2002 TS37              | 2 d'octubre de 2002    | Socorro              | LINEAR        |
| 188217 - | 2002 TM40              | 2 d'octubre de 2002    | Socorro              | LINEAR        |
| 188218 - | 2002 TK46              | 2 d'octubre de 2002    | Socorro              | LINEAR        |
| 188219 - | 2002 TK51              | 2 d'octubre de 2002    | Socorro              | LINEAR        |
| 188220 - | 2002 TP86              | 3 d'octubre de 2002    | Socorro              | LINEAR        |
| 188221 - | 2002 TQ105             | 4 d'octubre de 2002    | Socorro              | LINEAR        |
| 188222 - | 2002 TC107             | 3 d'octubre de 2002    | Socorro              | LINEAR        |
| 188223 - | 2002 TC143             | 4 d'octubre de 2002    | Socorro              | LINEAR        |
| 188224 - | 2002 TC144             | 4 d'octubre de 2002    | Socorro              | LINEAR        |
| 188225 - | 2002 TY184             | 4 d'octubre de 2002    | Socorro              | LINEAR        |
| 188226 - | 2002 TK215             | 4 d'octubre de 2002    | Socorro              | LINEAR        |
| 188227 - | 2002 TR238             | 7 d'octubre de 2002    | Socorro              | LINEAR        |
| 188228 - | 2002 TH267             | 10 d'octubre de 2002   | Socorro              | LINEAR        |
| 188229 - | 2002 TP282             | 10 d'octubre de 2002   | Socorro              | LINEAR        |
| 188230 - | 2002 TO300             | 15 d'octubre de 2002   | Eskridge             | Eskridge      |
| 188231 - | 2002 TU354             | 10 d'octubre de 2002   | Apache Point         | SDSS          |
| 188232 - | 2002 TP364             | 10 d'octubre de 2002   | Apache Point         | SDSS          |
| 188233 - | 2002 UY15              | 30 d'octubre de 2002   | Palomar              | NEAT          |
| 188234 - | 2002 UO74              | 30 d'octubre de 2002   | Palomar              | NEAT          |
| 188235 - | 2002 UU74              | 30 d'octubre de 2002   | Palomar              | NEAT          |
| 188236 - | 2002 VY                | 1 de novembre de 2002  | Socorro              | LINEAR        |
| 188237 - | 2002 VO25              | 5 de novembre de 2002  | Socorro              | LINEAR        |
| 188238 - | 2002 VU48              | 5 de novembre de 2002  | Anderson Mesa        | LONEOS        |
| 188239 - | 2002 VM49              | 5 de novembre de 2002  | Anderson Mesa        | LONEOS        |
| 188240 - | 2002 VX50              | 6 de novembre de 2002  | Anderson Mesa        | LONEOS        |
| 188241 - | 2002 VJ66              | 6 de novembre de 2002  | Socorro              | LINEAR        |
| 188242 - | 2002 VS72              | 7 de novembre de 2002  | Socorro              | LINEAR        |
| 188243 - | 2002 VH77              | 7 de novembre de 2002  | Socorro              | LINEAR        |
| 188244 - | 2002 VF78              | 7 de novembre de 2002  | Socorro              | LINEAR        |
| 188245 - | 2002 VW112             | 13 de novembre de 2002 | Palomar              | NEAT          |
| 188246 - | 2002 WE15              | 28 de novembre de 2002 | Anderson Mesa        | LONEOS        |
| 188247 - | 2002 WS23              | 24 de novembre de 2002 | Palomar              | NEAT          |
| 188248 - | 2002 XC28              | 5 de desembre de 2002  | Socorro              | LINEAR        |
| 188249 - | 2002 XU53              | 10 de desembre de 2002 | Palomar              | NEAT          |
| 188250 - | 2002 XA68              | 11 de desembre de 2002 | Palomar              | NEAT          |
| 188251 - | 2002 XK70              | 10 de desembre de 2002 | Socorro              | LINEAR        |
| 188252 - | 2002 XP72              | 11 de desembre de 2002 | Socorro              | LINEAR        |
| 188253 - | 2002 XM73              | 11 de desembre de 2002 | Socorro              | LINEAR        |
| 188254 - | 2002 XN76              | 11 de desembre de 2002 | Socorro              | LINEAR        |
| 188255 - | 2002 XX90              | 15 de desembre de 2002 | Haleakala            | NEAT          |
| 188256 - | 2002 XT93              | 7 de desembre de 2002  | Kitt Peak            | M. W. Buie    |
| 188257 - | 2002 XM117             | 10 de desembre de 2002 | Palomar              | NEAT          |
| 188258 - | 2002 YN5               | 30 de desembre de 2002 | Socorro              | LINEAR        |
| 188259 - | 2002 YR10              | 31 de desembre de 2002 | Socorro              | LINEAR        |
| 188260 - | 2002 YV12              | 31 de desembre de 2002 | Socorro              | LINEAR        |
| 188261 - | 2002 YP21              | 31 de desembre de 2002 | Socorro              | LINEAR        |
| 188262 - | 2002 YK28              | 31 de desembre de 2002 | Socorro              | LINEAR        |
| 188263 - | 2002 YT30              | 31 de desembre de 2002 | Socorro              | LINEAR        |
| 188264 - | 2003 AF                | 1 de gener de 2003     | Socorro              | LINEAR        |
| 188265 - | 2003 AL19              | 5 de gener de 2003     | Socorro              | LINEAR        |
| 188266 - | 2003 AB21              | 5 de gener de 2003     | Socorro              | LINEAR        |
| 188267 - | 2003 AQ26              | 4 de gener de 2003     | Socorro              | LINEAR        |
| 188268 - | 2003 AV26              | 4 de gener de 2003     | Socorro              | LINEAR        |
| 188269 - | 2003 AN33              | 5 de gener de 2003     | Socorro              | LINEAR        |
| 188270 - | 2003 AD34              | 5 de gener de 2003     | Kitt Peak            | Spacewatch    |
| 188271 - | 2003 AX40              | 7 de gener de 2003     | Socorro              | LINEAR        |
| 188272 - | 2003 AO42              | 7 de gener de 2003     | Socorro              | LINEAR        |
| 188273 - | 2003 AK43              | 5 de gener de 2003     | Socorro              | LINEAR        |
| 188274 - | 2003 AS48              | 5 de gener de 2003     | Socorro              | LINEAR        |
| 188275 - | 2003 AL49              | 5 de gener de 2003     | Socorro              | LINEAR        |
| 188276 - | 2003 AS52              | 5 de gener de 2003     | Socorro              | LINEAR        |
| 188277 - | 2003 AK56              | 5 de gener de 2003     | Socorro              | LINEAR        |
| 188278 - | 2003 AO74              | 10 de gener de 2003    | Socorro              | LINEAR        |
| 188279 - | 2003 AX78              | 10 de gener de 2003    | Kitt Peak            | Spacewatch    |
| 188280 - | 2003 AF80              | 12 de gener de 2003    | Kitt Peak            | Spacewatch    |
| 188281 - | 2003 AL87              | 1 de gener de 2003     | Socorro              | LINEAR        |
| 188282 - | 2003 AL94              | 13 de gener de 2003    | Socorro              | LINEAR        |
| 188283 - | 2003 BO2               | 26 de gener de 2003    | Kitt Peak            | Spacewatch    |
| 188284 - | 2003 BP29              | 27 de gener de 2003    | Socorro              | LINEAR        |
| 188285 - | 2003 BQ38              | 27 de gener de 2003    | Socorro              | LINEAR        |
| 188286 - | 2003 BQ39              | 27 de gener de 2003    | Socorro              | LINEAR        |
| 188287 - | 2003 BU49              | 27 de gener de 2003    | Anderson Mesa        | LONEOS        |
| 188288 - | 2003 BP58              | 27 de gener de 2003    | Socorro              | LINEAR        |
| 188289 - | 2003 BM65              | 30 de gener de 2003    | Anderson Mesa        | LONEOS        |
| 188290 - | 2003 BW65              | 30 de gener de 2003    | Anderson Mesa        | LONEOS        |
| 188291 - | 2003 BV67              | 27 de gener de 2003    | Socorro              | LINEAR        |
| 188292 - | 2003 BP71              | 28 de gener de 2003    | Socorro              | LINEAR        |
| 188293 - | 2003 BJ76              | 29 de gener de 2003    | Palomar              | NEAT          |
| 188294 - | 2003 BJ92              | 26 de gener de 2003    | Anderson Mesa        | LONEOS        |
| 188295 - | 2003 CE3               | 2 de febrer de 2003    | Socorro              | LINEAR        |
| 188296 - | 2003 CK4               | 1 de febrer de 2003    | Socorro              | LINEAR        |
| 188297 - | 2003 CR18              | 6 de febrer de 2003    | Kitt Peak            | Spacewatch    |
| 188298 - | 2003 EK9               | 6 de març de 2003      | Socorro              | LINEAR        |
| 188299 - | 2003 ED22              | 6 de març de 2003      | Anderson Mesa        | LONEOS        |
| 188300 - | 2003 EU25              | 6 de març de 2003      | Anderson Mesa        | LONEOS        |